# Aphaenogaster iberica
Aphaenogaster iberica är en myrart som beskrevs av Carlo Emery 1908. Aphaenogaster iberica ingår i släktet Aphaenogaster och familjen myror. Inga underarter finns listade i Catalogue of Life.